# Шопово
Шопово — деревня в Богородском районе Нижегородской области. Входит в состав Алешковского сельсовета. Население 148 (2010) человек

## Общая физико-географическая характеристика
Географическое положение
По автомобильным дорогам расстояние до областного центра города Нижнего Новгорода составляет 44 км, до районного центра города Богородска — 5,4 км. Абсолютная высота 115 метров над уровнем моря.

## История
В «Списке населенных мест» Нижегородской губернии по данным за 1859 год значится как владельческая деревня при пруде в 29 верстах от Нижнего Новгорода. Относилась ко второму стану Горбатовского уезда. В деревне насчитывалось 25 дворов и проживало 192 человека (95 мужчин и 97 женщин).

## Население
| 1999 | 2002 | 2010 |
| ---- | ---- | ---- |
| 125  | ↘106 | ↗148 |

Национальный состав
Согласно результатам переписи 2002 года, в национальной структуре населения русские составляли  100% из 106 человек.